# 생명보험
생명보험(生命保險, 미국 영어: life insurance, 영국 영어: life assurance)은 두 가지 의미로 쓰인다. 넓은 의미로는 자연인을 대상으로 하여 사고나 재해를 보상해주는 것이고, 좁은 의미로는 피보험인(자연인)이 사망하였을 때에 소정의 금액을 지급하는 것이다. 생명보험계약(生命保險契約)은 보험자가 보험계약자 또는 제3자(피보험자)의 생사(生死)에 관하여 일정한 금액(보험료)을 지급할 것을 약정하고 보험계약자는 피보험자의 생명에 관한 보험사고가 생길 경우에 약정한 보험금액을 지급할 것을 약정하는 인보험계약이다(대한민국 상법 제730조). 즉 생명보험은 사람의 생존과 사망을 보험사고로 하는 점에서 상해를 보험사고로 하는 상해보험과 다르고, 생명보험에서는 손해보험과 같이 피보험이익이란 것은 인정되지 아니하고 보험가액(保險價額)이란 개념도 성립하지 아니하며 손해발생유무나 손해의 다과를 묻지 아니하는 정액(定額)보험이다. 보험금액의 지급을 받을 자를 보험수익자라 하고 그 사람의 생사가 보험사고로 되는 그 사람을 피보험자라 한다. 보험계약자와 이들은 동일인일 수도 있고 각각 다른 경우도 있다. 생명보험의 보험사고는 피보험자의 생사, 즉 생존 또는 사망이다.

## 생명보험의 종류

### 사망보험(死亡保險)
피보험자의 사망을 보험사고로 하는 계약으로 이것에는 보험계약의 효력이 피보험자의 종신 동안 존속하는 종신보험과 일정기간 동안의 사망을 보험사고로 하는 정기보험이 있다.

### 생존보험(生存保險)
피보험자가 일정한 연령에 도달하는 것을 보험사고로 하는 보험계약으로 교육보험이나 혼자(婚資)보험이 이에 속한다.

### 혼합보험(混合保險)
피보험자가 일정한 연령에 달하는 것과 그 연령에 도달하기 전에 사망하는 것의 양자를 보험사고로 하는 경우를 혼합보험이라 한다. 양로보험(상법 제735조)이 그 예이다.

## 타인의 생명보험
생명보험계약에서 보험계약의 당사자인 보험계약자 자신을 피보험자로 하는 보험을 자기의 생명보험이라 하고, 보험계약자가 자기 이외의 제3자를 피보험자로 하는 보험을 타인의 생명보험이라 한다. 보험계약자가 타인의 사망을 보험사고로 한 경우에는 보험계약의 체결시에 피보험자의 서면에 의한 동의를 얻어야 한다.(상법 제731조 제1항) 이것은 타인의 사망보험뿐만 아니라 생사혼합보험의 경우를 포함하고, 타인의 생존보험의 경우는 그 동의를 요하지 아니한다. 한국의 판례는, "타인의 사망을 보험사고로 하는 보험계약에는 피보험자의 동의를 얻어야 함은 상법 제731조 제1항에 의하여 명백한 바, 이 규정은 강행규정으로 보아야 하므로 피보험자의 동의는 방식이야 어떻든 당해 보험계약의 효력발생요건이 되는 것이다."(대법원 판결 1989.11.28. 88다카33367)라고 한다.

### 조문
제731조 (타인의 생명의 보험) (1) 타인의 사망을 보험사고로 하는 보험계약에는 보험계약 체결시에 그 타인의 서면에 의한 동의를 얻어야 한다.
(2) 보험계약으로 인하여 생긴 권리를 피보험자가 아닌 자에게 양도하는 경우에도 제1항과 같다.

## 생명보험계약
제730조 (생명보험자의 책임) 생명보험계약의 보험자는 피보험자의 생명에 관한 보험사고가 생길 경우에 약정한 보험금액을 지급할 책임이 있다.

## 같이 보기
- 보험
- 보험의 역사
- 화재보험
- 손해보험
- 상해보험
- 인보험